# Каві

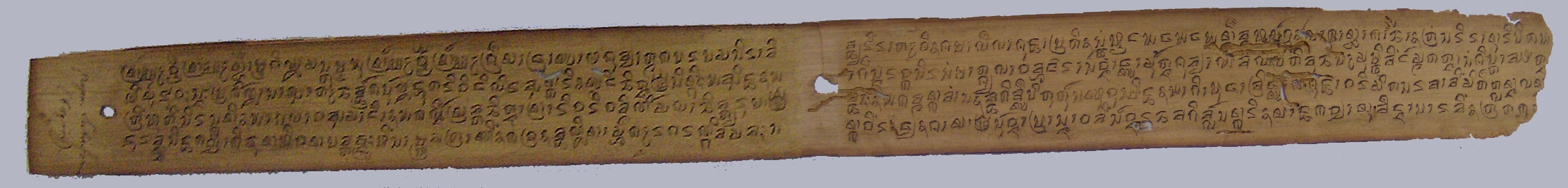

Каві (від санскрит. kavi, «поет») — літературна мова островів Ява, Балі та Ломбок, заснована на старояванській мові, однак із значною кількістю запозичень з санскриту. Каві — предок сучасної яванської мови.
Усі мови острова Яви мали і мають негласну ієрархію і прив'язані до певних соціальних верств і сфер вживання. Каві відігравала роль мови з найвищим соціальним статусом.
Каві використовувала  унікальну писемність (hanacaraka або Dentawiyanjana) — з 20 знаків з додатковою діакритикою для позначення голосних і 10 знаків для цифр.
Каві можна вважати повною мірою зниклою мовою. До теперішнього часу вона використовується в церемоніальних цілях, перш за все на яванських весіллях.
На острові Ломбок мова каві набула поширення як регіональна мова. Наразі каві викладається на цьому острові в середніх школах як обов'язкова друга мова.
За традицією, матеріалом для писемності каві служить пальмове листя.
Каві продовжує періодично використовуватися як мова літератури в архаїчному стилі, з дуже розвиненою системою особових займенників.
Першим вченим, який всерйоз зайнявся вивченням кави, був Вільгельм Гумбольдт, який розглядав її як предка всіх малайсько-полінезійських мов.